# 阿拉戈陨石坑
阿拉戈陨石坑（Arago）是月球正面位于静海西部的一座撞击坑，约形成于爱拉托逊纪，其名称取自法国物理学家暨天文学家弗朗索瓦·让·多米尼克·阿拉戈（1788年-1883年），1935年被国际天文学联合会批准接受。

## 描述

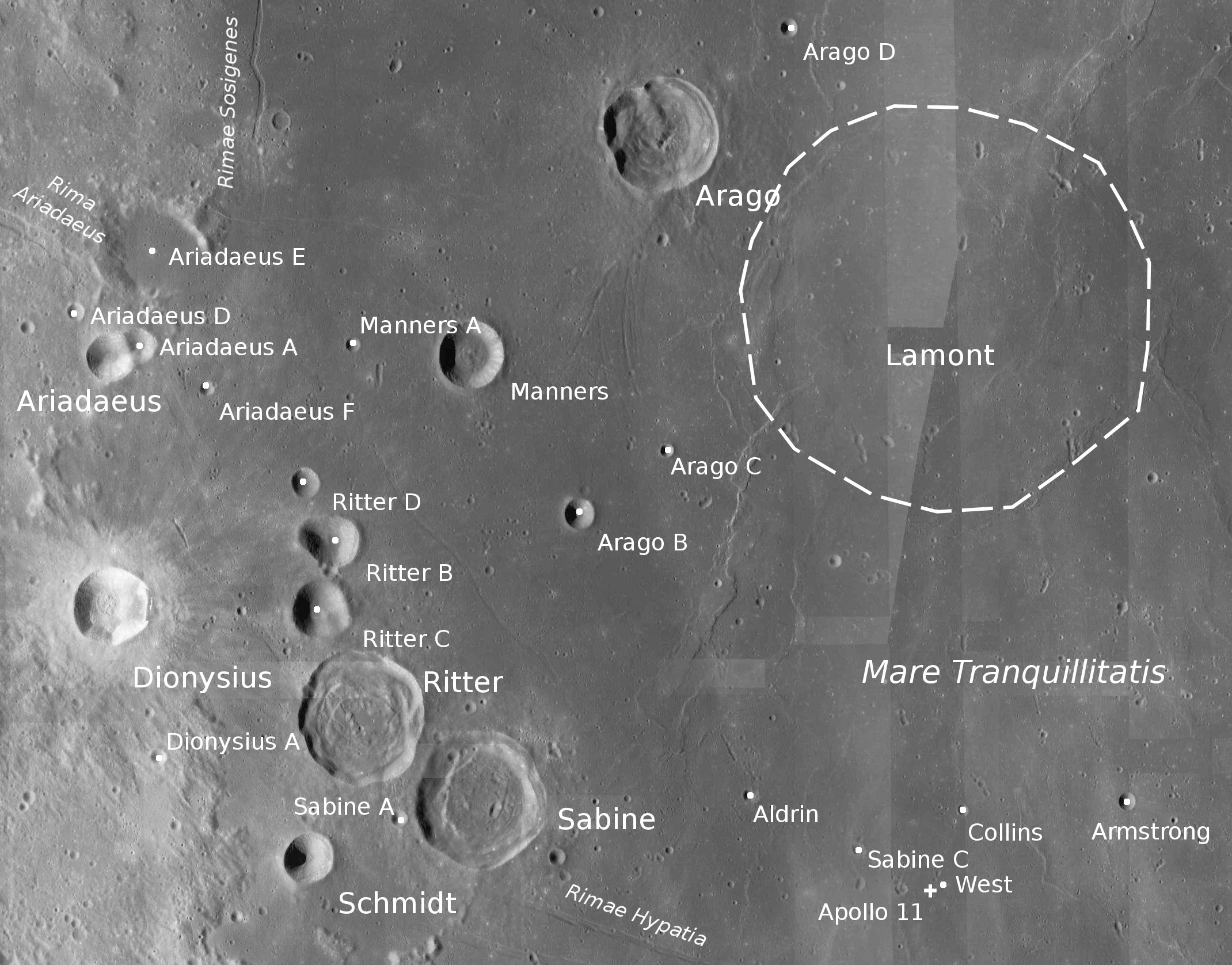
阿拉戈陨石坑周边图，月球勘测轨道飞行器拍摄。

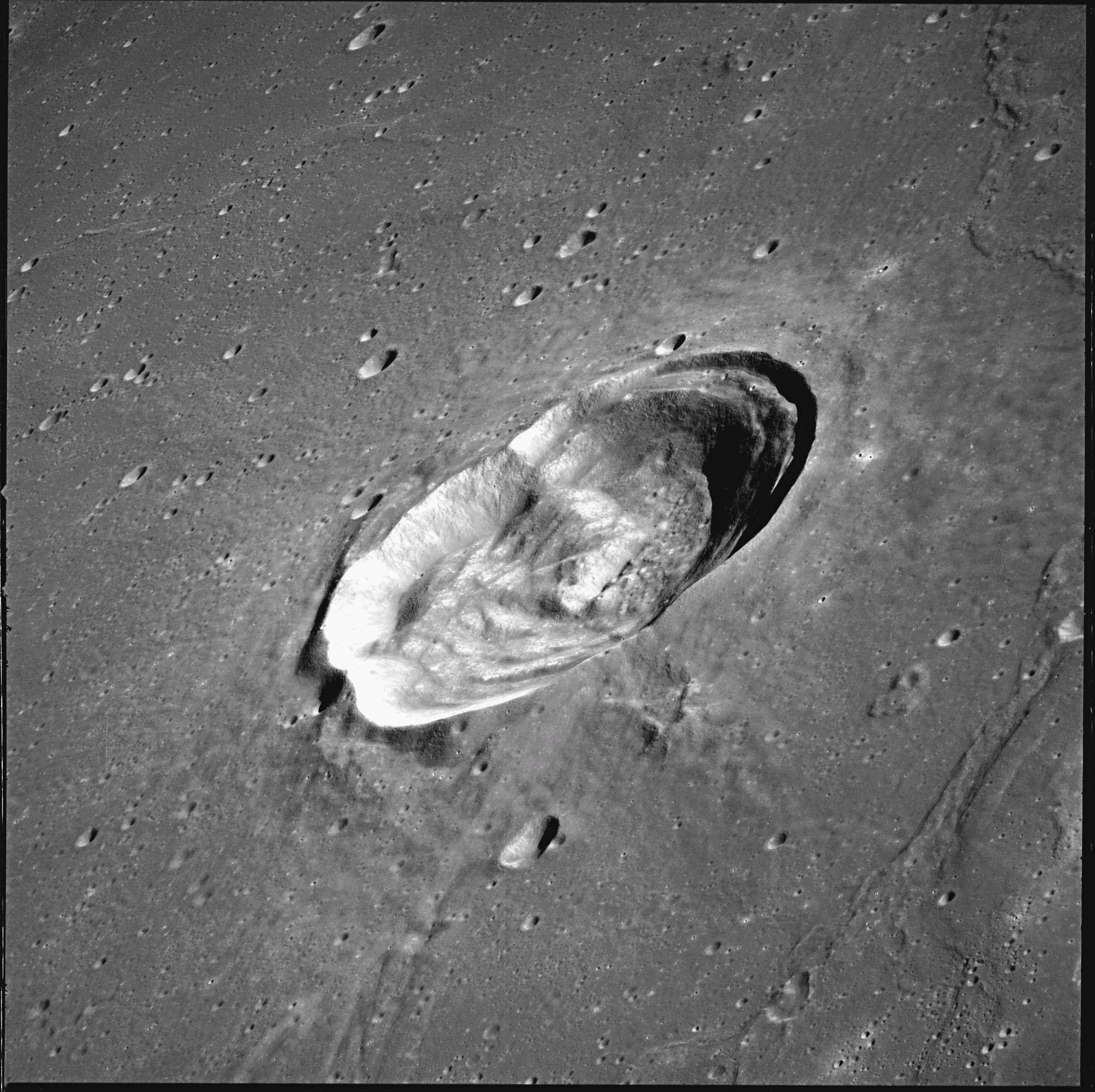
阿波罗10号拍摄的斜视图，照片顶部中右方显示了阿拉戈阿尔法月丘的大部分区域。

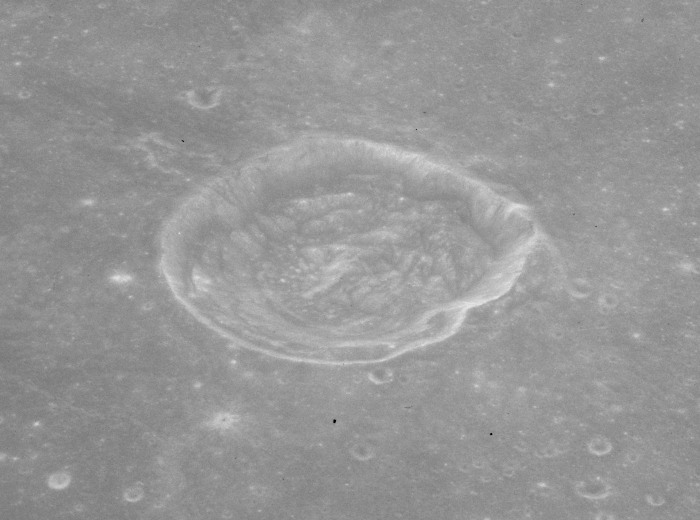
阿波罗15号拍摄的斜视图

该陨坑西北毗邻索西琴尼陨石坑、北面靠近麦克莱尔陨石坑和罗斯环形山、拉蒙特环形山和曼纳斯陨石坑则分别位于它的东南和西南。该陨坑中心月面坐标为6°09′N 21°26′E / 6.15°N 21.43°E，
分别位于直径25.51公里，深度约2.68公里。
阿拉戈陨石坑外形大致圆状，西侧边缘明显向外凸出。陨坑南侧外壁延伸出数道侧脊，内侧壁显示有阶地结构，坑壁平均高出周边地形870米，内部容积约440公里³。碗状的坑底分布了一道延伸至北侧内壁中央山脉。陨坑东面和东南附近静海表面呈现皱岭地貌，而北面则坐落着一座被称为阿拉戈阿尔法(α)的大型盾状火山，往西相同距离处是另一座同等大小的月丘-阿拉戈贝塔(β)。该陨坑坑壁在施罗特亮度表中的明暗等级为5°。
该陨坑在月食期间曾记录到有温度异常情况，该现象主要是陨坑自身地质龄偏短，缺乏足够能提供隔热效果的表岩屑层所致，这是年轻陨石坑所具有的一种典型特征。

## 卫星陨石坑
按惯例，最靠近阿拉戈陨石坑的卫星坑将在月图上以字母标注在它的中心点旁边。

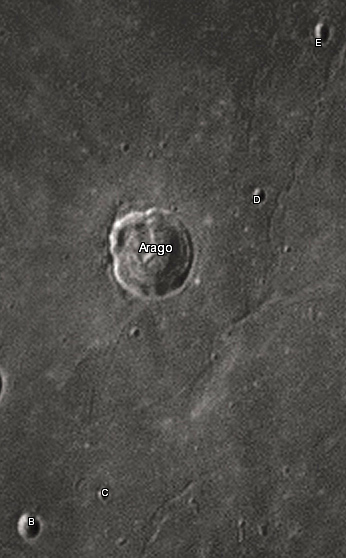
戴维·坎贝尔图片

| 阿拉戈 | 月面坐标                        | 直径, 公里 |
| ------ | ------------------------------- | ---------- |
| B      | 3°26′N 20°49′E / 3.43°N 20.82°E | 6,9        |
| C      | 3°53′N 21°29′E / 3.89°N 21.48°E | 3,0        |
| D      | 6°55′N 22°23′E / 6.91°N 22.39°E | 4,0        |
| E      | 8°31′N 22°43′E / 8.51°N 22.71°E | 6,3        |

## 另请参阅
- Andersson, L. E.; Whitaker, E. A. . NASA RP-1097. 1982.
- Blue, Jennifer. . USGS. July 25, 2007  [2014-11-19]. （原始内容存档于2015-12-31）.
- Bussey, B.; Spudis, P. . New York: Cambridge University Press. 2004. ISBN 978-0-521-81528-4.
- Cocks, Elijah E.; Cocks, Josiah C. . Tudor Publishers. 1995. ISBN 978-0-936389-27-1.
- McDowell, Jonathan. . Jonathan's Space Report. July 15, 2007  [2007-10-24]. （原始内容存档于2019-06-21）.
- Menzel, D. H.; Minnaert, M.; Levin, B.; Dollfus, A.; Bell, B. . Space Science Reviews. 1971, 12 (2): 136–186. Bibcode:1971SSRv...12..136M. doi:10.1007/BF00171763.
- Moore, Patrick. . Sterling Publishing Co. 2001. ISBN 978-0-304-35469-6.
- Price, Fred W. . Cambridge University Press. 1988. ISBN 978-0-521-33500-3.
- Rükl, Antonín. . Kalmbach Books. 1990. ISBN 978-0-913135-17-4.
- Webb, Rev. T. W.  6th revised. Dover. 1962. ISBN 978-0-486-20917-3.
- Whitaker, Ewen A. . Cambridge University Press. 1999. ISBN 978-0-521-62248-6.
- Wlasuk, Peter T. . Springer. 2000. ISBN 978-1-85233-193-1.